# 七月政變
七月政变是奥地利纳粹主义势力在1934年7月25至30日期间发动的反奥地利政府（恩格爾伯特·陶爾斐斯領導的祖國陣線當局）的政变，该政变最终以失败告终。
奧地利內戰结束仅几个月后，奥地利纳粹主义者以及德国党卫队队员袭击了维也纳的总理府，试图推翻執政的祖国阵线政府，建立以基督教社会党政客安东·林特林为首的亲纳粹政府。由于绝大多数奥地利民众以及军人都忠于祖国阵线政府，纳粹的政变最终失败。他们的确成功刺杀了奥总理恩格爾伯特·陶爾斐斯，但库尔特·舒施尼格很快便接任总理一职，祖国阵线得以继续執政。